# 리하르트 추 자인비트겐슈타인베를레부르크
리하르트 추 자인비트겐슈타인베를레부르크(Richard, 6th Prince of Sayn-Wittgenstein-Berleburg, 1934년 10월 29일 ~ 2017년 3월 13일)는 자인비트겐슈타인베를레부르크 왕가의 원수이자 덴마크 공주 베네딕테의 남편이다.